# شمارش هم‌فرودی

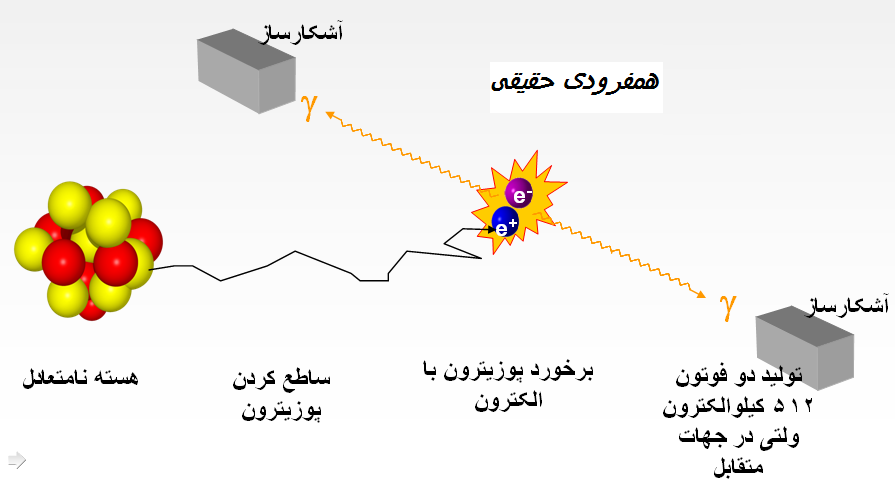

شمارش انطباقی یا آشکارسازی هم‌فرودی (به انگلیسی: Coincidence counting) نوعی آشکارسازی پرتوی در پزشکی هسته ای و فیزیک پزشکی است.
در این روش، دو آشکارساز متقابل یکدیگر (۱۸۰ درجه روبروی یکدیگر) در یک مدار انطباقی یا مدار هم‌فرودی قرار داده می‌شوند.
یک واقعه (همانند یک برخورد یا تلاشی) فقط زمانی توسط سیستم آشکارساز ثبت خواهد گشت که توسط هر دو آشکارساز بطور همزمان دیده شود، یعنی تصادف از نوع «تصادف حقیقی» باشد.
از این روش آشکارسازی در پت اسکن‌ها استفاده می‌شود.

## انواع حالتهای ممکن

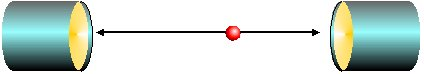
هم‌فرودی حقیقی
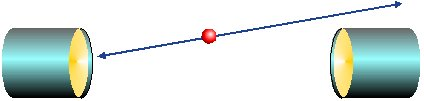
هم‌فرودی صورت نمی‌گیرد
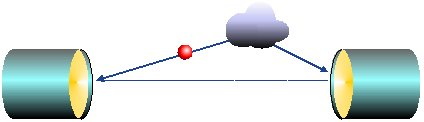
هم‌فرودی پراشیدگی
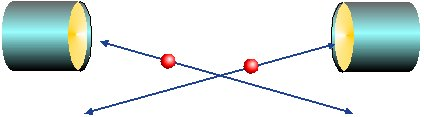
هم‌فرودی تصادفی